# Добросусідський провулок
Добросусід́ський прову́лок — провулок у Солом'янському районі міста Києва, місцевість Совки. Пролягає від Червоної до Добросусідської вулиці.
Прилучається провулок Князя Володимира Ольґердовича.

## Історія
Провулок виник у 2-й половині 40-х — на початку 50-х років XX століття. Первісна назва — 37-ма Нова вулиця. Сучасна назва — з 1958 року.